# 新知島
新知島（日语：／ Shimshiru tō */?），俄語音譯希穆希尔岛（羅馬化：Simushir），是俄罗斯千島群島中部的一个火山島。日语和俄语的岛名皆来源于阿伊努语的「si-mosir」，意思是“大的岛屿”。
在1987年至1994年期间此岛曾作为苏联海军秘密潜艇基地。当时约有3000人常驻。
现今该岛无人居住。由俄罗斯萨哈林州管理。
2013年8月，中国户外极限体验倡导者张昕宇、梁红、曾乔等一行人曾抵达此地（《侣行 第二季》第5~6期）。
该岛以前准备建设成为俄罗斯的一个核废料永久性存储地，结果因该岛为地震多發带，所以遭到很多人的反对。

## 地理

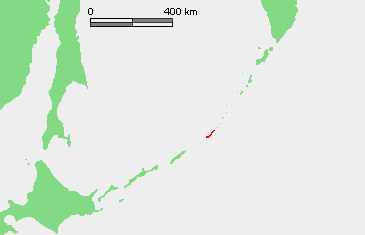
新知島

新知岛长约59公里，面积为227.6平方公里。细长的岛由众多火山构成。东北部为7.5平方公里的武魯頓湾。岛上植被多为亚寒带针叶林
该岛正好位于千岛群岛的中央，属于火山岛，岛上有多座火山，其中部分火山仍有活动，低烈度浅源地震十分常见。
岛屿北部有一个形似泻湖的海湾，是由火山爆发毁坏火山基座后火山下沉形成。该海湾东南角有一个废弃海军基地。